# Nichtrandomisierter Test
Als nichtrandomisierte Tests wird in der Testtheorie, einem Teilgebiet der mathematischen Statistik, eine spezielle Klasse von statistischen Tests bezeichnet. Im Gegensatz zu den randomisierten Tests liefern sie stets eine eindeutige Entscheidung, ob die Hypothese abzulehnen oder beizubehalten ist. Wesentlicher Vorteil von nichtrandomisierten Tests ist, dass sie leichter zugänglich und verständlich sind. Jedoch sind sie aus mathematischer Sicht von Nachteil, da sie einige wünschenswerten Eigenschaften nicht besitzen. So lassen sich viele Existenz- und Optimalitätsaussagen für nichtrandomisierte Tests nicht zeigen.

## Definition
Anschaulich ist ein nichtrandomisierter Test {\displaystyle \varphi } eine Abbildung, die jeder Beobachtung {\displaystyle x} zuordnet, ob bei Vorliegen dieser Beobachtung die Nullhypothese beibehalten wird oder ob sie abgelehnt wird. Dabei wird die Entscheidung codiert mit 1="Ablehnung der Nullhypothese" und 0="Beibehaltung der Nullhypothese".
Streng formell wird ein nichtrandomisierter Test wie folgt definiert: gegeben sei ein statistisches Modell {\displaystyle ({\mathcal {X}},{\mathcal {A}},(P_{\vartheta })_{\vartheta \in \Theta })}. Ein nichtrandomisierter Test ist eine Statistik
{\displaystyle \varphi \colon ({\mathcal {X}},{\mathcal {A}})\to ([0,1],{\mathcal {B}}([0,1]))},
welche nur die Werte null oder eins annimmt. Es ist also {\displaystyle \varphi (x)\in \{0,1\}} für alle {\displaystyle x\in {\mathcal {X}}}.

## Beispiel
Gegeben sei die Grundmenge {\displaystyle {\mathcal {X}}=\{0,1,2,\dots ,10\}}, versehen mit der Potenzmenge als σ-Algebra, also {\displaystyle {\mathcal {A}}={\mathcal {P}}({\mathcal {X}})}. Diese Menge kann beispielsweise mit der Binomialverteilung mit {\displaystyle n=10} und {\displaystyle \vartheta =p\in (0,1)} als Wahrscheinlichkeitsverteilung versehen werden. Dies und die exakte Wahl der Hypothesen ist für die Definition eines nichtrandomisierten Tests vorerst nicht relevant.
Ein nichtrandomisierter Test wäre beispielsweise gegeben durch
{\displaystyle \varphi (x)={\begin{cases}0&{\text{ falls }}x\leq 7\\1&{\text{ falls }}x\geq 8\end{cases}}}.
Der Test behält somit bei Werten kleinergleich sieben die Nullhypothese bei und lehnt sie bei Werten größergleich acht ab. Er nimmt nur die Werte null und eins an und ist somit ein nichtrandomisierter Test.

## Abgrenzung zu den randomisierten Tests
Wesentlicher Unterschied zwischen randomisierten Tests und nichtrandomisierten Tests ist, dass randomisierte Tests auch Werte zwischen null und eins, also aus dem Intervall {\displaystyle (0,1)}, annehmen. Diese Werte werden dann als die Wahrscheinlichkeit interpretiert, sich gegen die Nullhypothese zu entscheiden. Bei Vorliegen solch eines Wertes müsste dann ein entsprechendes Losverfahren durchgeführt werden, um die Entscheidung zu fällen. Im Gegensatz dazu sind nichtrandomisierte Tests in dem Sinne deterministisch, als dass sie bei vorliegen gleicher Daten stets die gleiche Entscheidung fällen. Dies ist bei randomisierten Tests nicht der Fall.